# Fox Corporation
Fox Corporation je americká televizní společnost se sídlem v New Yorku. Vznikla v roce 2019 vydělením z mediálního konglomerátu 21st Century Fox, jehož většinu tehdy odkoupila mediální společnost The Walt Disney Company. Je vlastněna rodinou Murdochových a v jejím vedení sedí i Rupert Murdoch.
Podnikatelské portfolio Fox Corporation tvoří televizní vysílání, včetně zpravodajského a sportovního. Součástí společnosti je celostátní televizní stanice Fox Broadcasting Company, množství regionálních televizních stanic sdružených v Fox Television Stations, zpravodajské stanice Fox News a Fox Business Network, sportovní kanály a další.